# Deadpool 2
Deadpool 2 is een Amerikaanse komische superheldenfilm uit 2018, geregisseerd door David Leitch en geschreven door Rhett Reese, Paul Wernick, Drew Goddard en Ryan Reynolds. De film is het vervolg op Deadpool uit 2016 met opnieuw Ryan Reynolds in de hoofdrol.

## Verhaal
Wade Wilson werkt twee jaar lang succesvol als huursoldaat Deadpool. Uitgerekend op de dag dat hij een relatiejubileum met zijn vriendin Vanessa viert, slaagt hij er niet in om zijn doelwit uit te schakelen. Die avond, nadat het paar besluit samen een gezin te stichten, zoekt het doelwit hem op en doodt Vanessa. Wade vermoordt de man uit wraak. Hij geeft zichzelf de schuld van Vanessa's dood en probeert zelfmoord te plegen door zichzelf in zijn appartement op te blazen. Door zijn zelfhelende gave blijven de stukjes van zijn lichaam echter in leven. De stukjes worden kort na zijn zelfmoordpoging gevonden door zijn vriend en mede-mutant Colossus, die de onderdelen bij elkaar veegt en naar de X-Mansion brengt, het huis waar X-Men worden opgeleid tot actiehelden. Wade heeft alleen nog een speelautomaatmuntje als aandenken aan zijn geliefde.
Na zijn fysiek herstel in de X-Mansion, gaat Wade ermee akkoord om zich bij de X-Men aan te sluiten, als een vorm van geestelijke genezing. Op zijn eerste missie als leerling-X-Man gaat hij mee met Colossus en Negasonic Teenage Warhead naar een heropvoedingstehuis voor jonge mutanten, waar er een impasse is ontstaan tussen de autoriteiten en de onstabiele jonge mutant Russell Collins (Firefist). Nadat Wade de jongen gekalmeerd heeft en Russell in de boeien is geslagen, realiseert Wade zich dat Russell ernstig is mishandeld door het personeel van het tehuis en schiet hij ter plekke een van de personeelsleden dood. Colossus grijpt in. Hij weerhoudt Wade ervan om nog meer personeel om te leggen, en zowel Wade als Russell worden nu gearresteerd. Ze krijgen beiden een kraag om die hun mutantenkracht onderdrukt, en worden meegenomen naar de Ice Box, een geïsoleerde gevangenis voor gemuteerde criminelen.
Ondertussen reist Cable, een cybernetische soldaat uit de toekomst wiens gezin in de toekomst zal worden vermoord door een oudere Russell, terug in de tijd om de jongen te vermoorden voordat Russell ooit een moordenaar wordt. Cable weet met geweld binnen te komen in de Ice Box en valt Russell aan. Wade, die in de strijd zijn kraag verliest en daardoor zijn krachten terugkrijgt, probeert Russell te verdedigen. In de strijd verliest hij zijn speelautomaatmuntje, wat vervolgens door Cable wordt opgeraapt en meegenomen als aandenken aan het gevecht. Wade en Cable worden door een ontploffing de gevangenis uit geslingerd. Wade weet op die manier uit de gevangenis te ontsnappen, maar raakt door de klap tijdelijk buiten westen. Daardoor krijgt hij een visioen van zijn dode vriendin Vanessa, die hem vertelt dat hij Russell moet helpen. De in de Ice Box achtergebleven Russell denkt echter dat Wade niet meer om hem geeft, en sluit vriendschap met een andere gevangene, de gevaarlijke kolos Juggernaut.
Wade rekruteert samen met Weasel een team van "min-of-meer-super"-helden genaamd X-Force, om Russell te bevrijden en hem te beschermen tegen Cable. Wanneer Russell samen met andere gevangenen (waaronder zijn nieuwe vriend Juggernaut) in een transportkonvooi naar een andere gevangenis wordt gebracht, grijpt team X-Force zijn kans. Het team lanceert een aanval door boven het konvooi met parachutes uit een helikopter te springen. Er staat echter een harde wind, waardoor de teamleden van X-Force tijdens de sprong een voor een onfortuinlijk aan hun einde komen. Alleen Wade zelf en de zelfverzekerde Domino (met als superkracht dat ze altijd geluk heeft) weten het konvooi levend te bereiken. Ook Cable heeft het konvooi echter gevonden. Terwijl Wade en Domino met Cable vechten, weet Russell uit zijn kooi te ontsnappen en bevrijdt hij Juggernaut. Russell en Juggernaut vertrekken samen naar het heropvoedingstehuis, zodat Russell wraak kan nemen op de directeur.
Geheel onverwacht biedt Cable aan Wade en Domino aan om samen te werken, om Russels eerste moord te stoppen. Cable wil dat doen door Russell direct om te leggen, maar gaat akkoord met Wade's verzoek om eerst nog even te proberen Russell met woorden te overtuigen. Onderweg naar het tehuis rijden ze langs de X-Mansion voor extra hulp, maar Colossus weigert mee te gaan, omdat hij nog steeds teleurgesteld is over de vorige keer.
In het tehuis aangekomen wordt de groep overmeesterd door Juggernaut terwijl Russell het schoolhoofd aanvalt, totdat Colossus alsnog arriveert om Juggernaut af te leiden. Wanneer Wade er niet in slaagt om Russell om te praten, schiet Cable naar de jonge mutant. Wade, die net daarvoor een Ice Box-kraag bij zichzelf heeft omgedaan, springt voor de kogel en sterft, herenigd met Vanessa in het hiernamaals. Met het zien van dit offer doodt Russell de rector niet. Dit verandert de toekomst zodat het gezin van Cable overleeft. Cable gebruikt het laatste beetje lading op zijn tijdreis-apparaat, die hij eigenlijk nodig had om naar zijn nu weer levende gezin terug te keren, om enkele minuten terug in de tijd te gaan en het speelautomaatmuntje van Vanessa voor het hart van Wade te steken. Opnieuw vangt Wade de kogel voor Russell op, maar deze keer wordt de kogel gestopt door het muntje en weet Wade te overleven.
Dan duikt de directeur van het tehuis op, en begint deze tegen Wade, Russell en de rest van de groep mutant-onvriendelijke opmerkingen te schreeuwen. Net wanneer de mutanten besloten hebben dat ze geen bloed gaan vergieten en dat de straf voor de directeur maar van karma moet komen, wordt de directeur platgereden door Wade's taxichauffeurvriend Dopinder, die geen mutant is en ook niet erg heldhaftig, maar tijdens de film steeds heeft laten doorschemeren dat hij ook graag een keer iets heldhaftigs wil doen.
Tijdens de aftiteling repareren Negasonic Teenage Warhead en haar vriendin Yukio het tijdreisapparaat van Cable voor Wade. Die gebruikt het achtereenvolgens om het leven van Vanessa en X-Force-lid Peter te redden, om de versie van het karakter "Deadpool" in de film  X-Men Origins: Wolverine om te leggen, en om acteur Ryan Reynolds om zeep te helpen wanneer deze de hoofdrol in de film Green Lantern overweegt.

## Rolverdeling
| Acteur             | Personage                  |
| ------------------ | -------------------------- |
| Ryan Reynolds      | Wade Wilson / Deadpool     |
| Josh Brolin        | Nathan Summers / Cable     |
| Morena Baccarin    | Vanessa                    |
| Julian Dennison    | Russell Collins / Firefist |
| Zazie Beetz        | Neena / Thurman / Domino   |
| T.J. Miller        | Weasel                     |
| Leslie Uggams      | Blind Al                   |
| Karan Soni         | Dopinder                   |
| Brianna Hildebrand | Negasonic Teenage Warhead  |
| Jack Kesy          | Black Tom Cassidy          |
| Eddie Marsan       | Schoolhoofd                |
| Shioli Kutsuna     | Yukio                      |
| Stefan Kapičić     | Colossus (stem)            |
| Rob Delaney        | Peter                      |
| Lewis Tan          | Shatterstar                |
| Bill Skarsgård     | Zeigeist                   |
| Terry Crews        | Bedlam                     |
| Brad Pitt          | Vanisher                   |
| Robert Maillet     | Sluggo                     |
| Alan Tudyk         | Luke - Redneck #1          |
| Matt Damon         | Redneck #2                 |
| Hayley Sales       | Cable's vrouw              |
| Fred Savage        | Zichzelf                   |
| James McAvoy       | Professor X                |
| Nicholas Hoult     | Beast                      |
| Evan Peters        | Quicksilver                |
| Tye Sheridan       | Cyclops                    |
| Alexandra Shipp    | Storm                      |
| Kodi Smit-McPhee   | Nightcrawler               |
| Hugh Jackman       | Logan / Wolverine          |

## Achtergrond

### Ontwikkeling
In een interview met Collider in september van 2015 bevestigde producent Simon Kinberg dat er reeds werd gekeken naar een vervolg op de nog uit te brengen Deadpool-film en dat men het personage Cable in gedachte had.
Na het enorme succes van de eerste film, kondigde 20th Century Fox in april van 2016 op CinemaCon officieel het vervolg van de film aan en dat Tim Miller zou terugkeren als regisseur en Ryan Reynolds opnieuw de hoofdrol voor zijn rekening zou nemen.
Eind oktober 2016 besloot regisseur Tim Miller het project te verlaten, na creatieve meningsverschillen met acteur en producent Ryan Reynolds. In de weken nadat Miller de productie verliet, ging Fox naarstig op zoek naar een nieuwe regisseur. David Leitch, Drew Goddard en Magnus Martens stonden volgens verschillende bronnen bovenaan het lijstje van Fox. Midden november 2016 bevestigde Fox dat Leitch had getekend voor de regie van Deadpool 2.
Eind februari 2017 werd Drew Goddard aan het schrijversteam van de film toegevoegd.

### Casting
Begin januari 2017 maakte de scenaristen bekend dat Brianna Hildebrand (Negasonic Teenage Warhead), Stefan Kapičić (Colossus) en Karan Soni (Dopinder) terugkeren in Deadpool 2.
Op 9 maart 2017 maakte Reynolds via zijn Twitteraccount bekend dat Zazie Beetz had getekend voor de rol van Domino. Enkele weken later raakte bekend dat Morena Baccarin terugkeert als Vanessa, de vriendin van Wade.
Een maand later, op 12 april 2017, maakte Reynolds opnieuw een acteur bekend via zijn Twitteraccount. Ditmaal ging het om Josh Brolin, die bevestigd werd in de rol van Cable.

### Filmen
De eerste opnames gingen van start op 17 juni 2017 aan Hatley Castle in Canada, de vaste locatie van het huis waar de X-men verblijven. De hoofdopnames gingen een week later van start, op 27 juni 2017 in Vancouver.
Op 14 augustus 2017 werden de opnames stilgelegd, nadat stuntvrouw Joi Harris tijdens de uitvoering van een stunt op een motor in het centrum van Vancouver de controle over het voertuig verloor, tegen de glazen wand van een gebouw terecht kwam en hierbij het leven liet. Twee dagen na het dodelijke ongeluk werden de opnames hervat.
Op 14 oktober 2017 werden de opnames van de film afgerond.

### Post-productie
Junkie XL zou ook de muziek van het vervolg van Deadpool componeren, maar nadat regisseur Tim Miller in 2016 de productie verliet, besloot Junkie het project de rug toe te keren, in solidariteit met Miller. Begin november 2017 werd Tyler Bates aangekondigd als de nieuwe componist van Deadpool 2.

### Promotie
In maart 2017 werd bij de Amerikaanse release van de film Logan een teaser vertoond van Deadpool 2. De teaser werd later door hoofdrolspeler en producent Ryan Reynolds online gezet.

### Release
Deadpool 2 ging op 10 mei 2018 in première in cinema Empire, Leicester Square, Londen.19 november kwam de trailer van een PG-13 rerelease genaamd "Once Upon A Deadpool", welke op 12 december in de bioscoop ging. Deze versie kwam niet in Nederlandse bioscopen, maar kwam later op Pathé Thuis.

## Ontvangst

### Critici
Op Rotten Tomatoes behaalt de film een Certified Fresh rating van 82%, gebaseerd op 274 recensies met een gemiddelde van 7,1/10. De Critics Consensus op de site meldt "Hoewel de film dreigt te kreunen onder het gewicht van zijn meta-grappen, is Deadpool 2 een vrolijk en bloederig pamflet van het superheldengenre dankzij het enorme charisma van Ryan Reynolds".
Metacritic komt op een score van 66/100, gebaseerd op 51 recensies.

### Publieksreactie
Op CinemaScore, die zijn rating baseert op enquêtes die de site afneemt bij bioscopen en zo garandeert dat de bevraagden de film daadwerkelijk gezien hebben, behaalt de film een A rating.

### Box-office
Analisten voorspelden dat de film in zijn openingsweekend in Noord-Amerika tussen de 130 en 150 miljoen dollar zou ophalen.
De film opende in zijn thuismarkt Noord-Amerika (Verenigde Staten + Canada) op vrijdag 18 mei 2018 op 4.349 bioscoopschermen. De film haalde bij zijn laatavondvoorvertoningen op donderdag 18,6 miljoen dollar op, waarmee de film het record voor de donderdag laatavondvoorvertoningen van een R-rated film verbrak. Op zijn openingsdag haalde de film 53 miljoen dollar op, waarmee de film het record voor de openingsdag van een R-rated film verbrak.
De film bracht tijdens zijn openingsweekend wereldwijd ruim 301 miljoen dollar op, en daarmee de 25e beste opbrengst tijdens een openingsweekend van een film in de bioscopen aller tijden op dat moment.